# كارل سفيركرسون
كارل سفيركرسون (بالسويدية: Karl Sverkersson) أو كارل السابع (بالسويدية: Karl VII) وُلِدَ حوالي 1130، وتوفي في 12 نيسان 1167، كان حاكمَ غوتالاند، ثم ملك السويد من حوالي 1161 إلى 1167 عندما تم اغتياله.
كان أول ملكٍ سويدي يُعرف تاريخياً باسم كارل؛ لكن استخدام الترتيب السابع منتشر على نطاق واسع.

## المطالبة بالعرش
كارل هو ابن سفيركر الأول الذي اغتيل في كانون الأول 1156. كان هنالك مُطالب آخر بالعرش من عائلة أخرى، إريك التاسع (الذي أُطلق عليه لاحقاً لقب شهيد وقديس)، حكم مناطق في السويد في السنوات التالية. ومع ذلك، كان كارل الملكَ المُختار من قبل شعب أوستريوتلاند في حوالي 1158، على ما يبدو في مواجهة إريك. في رسالة من البابا أدريان الرابع (يرجع تاريخها إلى 1159) تُعرفه بحاكم المملكة القوطية (اللاتينية: Regnum Gothorum) بالرغم من أن إريك يُعرف بتولي السلطة في فستريوتلاند. يُزعم في الإخباريات القروسطية أن اغتيال إريك على يد أتباع منافسه ماغنوس هنريكسون في 1160 كان مدعوماً أيضاً من قبل كارل.
حكمَ ماغنوس هنريكسون لفترة وجيزة بعد مقتل إريك؛ ولكن هو نفسه قُتل على يد كارل في 1161 في معركة في أوربرو. بعد سقوط ماغنوس، تلقى كارل اعترافاً عاماً في السويد باعتباره ملكاً. في الواقع هو أول حاكم يُلقب صراحةً بملك السويديين والغوتار (rex Sweorum et Gothorum) في خطابٍ بابوي يرجع لسنة 1164.

## الحكم
إن الحكم القصير لكارل مهم من ناحية عدد من الأمور. تُشبه المملكة السويدية في القرون الوسطى شبكة من التحالفات الأرستقراطية المتغيرة أكثر من كونها دولة؛ لكن خلال النصف الثاني من القرن الثاني عشر بدأت تتقارب مع نموذج الدولة الأوروبية الكاثوليكية. دُشنت أبرشية أوبسالا خلال عهده، بالرغم من أن السويد كانت لا تزال تابعة كهنوتياً للأبرشية الدنماركية في لوند. بعد طلبٍ من الملك، ويارله (قائده) أوف (Ulf)، والمطارنة السويدية، قامَ البابا بتعيين ستيفان - الذي كان راهباً في دير ألفاسترا - رئيسَ أساقفة. بعد ذلك بوقتٍ قصير، عرض الشعب في فيرند (Värend) عند حدود الدنمارك مالاً للملك إذا قام بدعم تنصيب مطران معين فاكسيو (Växjö). يُعرف كارل بأنه تبرع بأرضٍ وقدم امتيازاتٍ لدير فيرتا ودير نيدلا (Nydala). تُشير التبرعات إلى أن اهتمامه الرئيسي كان يكمن في محافظات أوستريوتلاند وسمولاند، في أن المحافظات حول بحيرة مالارين ربما تكون قد خضعت تحت إشراف القائد أولف. أُصدرت أول وثيقة معروفة غير منقوشة في عهده، والتي تحتوي أيضاً على أول ختم ملكي معروف.
كانت العلاقات السويدية مع الأراضي الروسية جيدة نوعاً ما حتى أوائل القرن الثاني عشر. مع ذلك، فقط تغيرت الحالة إلى خصومة على فترات متقطعة خلال القرن الثاني عشر. تتحدث الإخباريات التاريخية لنوفغورود عن غزو سويدي عبر البحر في 1164. هاجمت القوات الغازية لادوغا، التي استقبلت قوات الإغاثة النوفغورودية بعد 5 أيام. هُزم السويديون تماماً خارج لادوغا في 28 أيار وخسروا 43 سفينة من أصل 55 سفينة، أما فلولهم فقد انسحبت.

## الوفاة
في ربيع 1167، قُتلَ الملكُ كارل في جزيرة فيسينغو (Visingsö) على أيدي مؤيدي كنوت إريكسون (Knut Eriksson)، رأس سلالة إريك المنافسة. «لكن ولده سفيركر نُقل إلى الدنمارك في اللفة (كان رضيعاً)، وكانت رحلته بائسة». حاز كنوت على العرش غصباً. دُفن كارل في دير ألفاسترا. ومثل ملوك بيت سفيركر الآخرين، أشاد القانون القوطي الغربي بالملك كارل: «إنه مدينٌ بكرامته لأبيه. حكمَ السويد بالحكمةِ والخير».
بدءاً من وفاة كارل، وقفَ قريباه (أخواه غير الشقيقين أو ابنا أخيه على الأرجح) بوريسلف (Burislev) وكول (Kol) معاً ضد مُلك كنوت وكانا ملكين منافسين، واعترف بهما في بعض المناطق القوطية؛ لكن آخر واحد منهما قُتلَ 1172-1173، وبعد ذلك حازت حكومة كنوت على اعترافٍ شامل.

## العائلة
كانت زوجةُ كارل السيدة الدنماركية كريستينا هفيده (Christina Hvide) ابنة ستيغ هفيتالدر (Stig Hvitaleder)، وزوجته هي أخت فالدمير الأول الدنماركي.
كان ابنهما الوحيد المذكور تاريخياً هو سفيركر كارلسون (Sverker Karlsson)، كان طفلاً صغيراً عندما مات كارل، والذي أصبح لاحقاً ملك السويد سفيركر الثاني (1195–1208\1210) بعد موت كنوت الأول منافس كارل.

### اقتباسات
1. ↑  Article Karl in كتاب العائلة الشمالي نسخة محفوظة 23 يونيو 2018 على موقع واي باك مشين.
2. ↑  This was the first Swedish king by the name of Charles (Karl). Charles VII is a posthumous invention, counting backwards from كارل التاسع (1604–11) who adopted his numeral according to a fictitious history of Sweden. Six others before Charles Sverkersson are unknown to any sources before جوهانس ماغنوس's 16th-century book Historia de omnibus Gothorum Sueonumque regibus, and are considered his invention. The first Swedish monarch of the name to actually use a regnal number was Charles II (later retrospectively renumbered VIII), on his queen's tombstone (1451) at Vadstena.
3. ↑  Sawyer, När Sverige blev Sverige, pp. 42–3.
4. 1 2  Gillingstam, "Karl Sverkersson".
5. 1 2  Sawyer, När Sverige blev Sverige, p. 43.
6. ↑  Sundberg, Medeltidens svenska krig, pp. 43–5.
7. ↑  Larsson, Götarnas riken, p. 185.
8. ↑  Larsson, Götarnas riken, p. 85.
9. ↑  Lindström, p. 267